# Ramiro Civita
Ramiro Civita (Buenos Aires 16 de desembre de 1966) és un director de fotografia argentí (de vegades acreditat com a Ramiro Aisenson) que ha estat actiu des de 1994 i principalment va fer documentals i llargmetratges a Argentina, Espanya i Itàlia, treballant amb directors com Fernando León de Aranoa, Daniel Burman i Silvio Soldini. Pel seu treball de càmera en el thriller italià de misteri La noia del llac, dirigit per Andrea Molaioli, Civita va ser nominat a diversos premis de cinema i va guanyar el David di Donatello a la millor fotografia.

## Filmografia

### Cinema
- Buenos Aires viceversa (1996)
- Bajo un mismo techo (1996)
- El Juguete rabioso (1998)
- Fin de siglo (1998)
- Garage Olimpo (1999)
- Esperando al mesías (2000)
- Tornando a casa (2001)
- Saluzzi - Ensayo para bandoneon y tres hermanos (2001)
- ¿Sabés nadar? (2002)
- Todas las azafatas van al cielo (2002)
- La Quimera de los héroes (2003)
- Ciudad de Dios (2003)
- Whisky Romeo Zulu (2004)
- El abrazo partido (2004)
- Princesas (2005)
- Real, la película (2005)
- Hermanas (2005)
- Fuerza aérea sociedad anónima (2006)
- Derecho de familia (2006)
- La noia del llac (2007)
- Giorni e nuvole (2007)
- Amador (2010)[3]
- Bota (2014)[4]
- Chi m'ha visto, d'Alessandro Pondi, (2017)
- L'uomo che comprò la Luna, de Paolo Zucca (2019)
- Profeti, d'Alessio Cremonini (2023)
- Stranizza d'amuri, de Giuseppe Fiorello (2023)

### Televisió
- Lavelli (1996)
- The Suitor (2001)
- Pacto de silencio (2004)

## Premis i reconeixement
Mostra de València
- 2001 - Premi a la millor fotografia per Tornando a casa[5]

David di Donatello
- 2008 - Millor fotografia per La noia del llac

Nastro d'argento
- 2008 - Candidat a millor fotografia per La noia del llac

Globo d'oro
- 2008 - Candidat a millor fotografia per La noia del llac

Festival Internacional de Cinema de Sant Sebastià
- 2016 - Millor fotografia per El invierno[6]